# Gary Green
Gary Green (Stroud Green, Londres, 20 de novembro de 1950), é um músico inglês, conhecido principalmente por ter sido o guitarrista da banda britânica Gentle Giant.

## Biografia
Gary cresceu em Tufnell Park, ao norte de Londres; durante sua adolescência, participou de vários conjuntos semi-profissionais, tendo suas raízes musicais centradas no blues, e a exemplo de vários guitarristas de sua geração, sob influência do grupo The Shadows. Em Março de 1969, respondendo a um anúncio da revista Melody Maker, Gary torna-se membro do Gentle Giant, superando cerca de 50 concorrentes (Derek Shulman, principal vocalista da banda, afirmou que Gary foi o único dos entrevistados a afinar sua guitarra antes da audiência com o grupo).
Assim como os demais membros do Gentle Giant, Gary também era adepto de outros instrumentos musicais, como tamborim, violão de 6 e 12 cordas, bandolim, flauta doce e contrabaixo elétrico.
Gary permaneceu na banda desde o primeiro álbum, lançado em 1970, até o último (Civilian, de 1980).
Após o fim do grupo, Green participou de alguns projetos, como as bandas Blind Dates, The Elvis brothers, Big Hello, Mother Tongue; nesse período ele também tocou no álbum Green, de Eddie Jobson.
Mais recentemente, em 2005, participou da gravação do álbum Back Against the Wall, um disco tributo ao LP lançado pelo Pink Floyd, em 1979.
Gary, além de John Weathers e Kerry Minnear, também já participou de edições do GORGG (Global On Reflection Giant Gathering, uma convenção anual de fãs da banda).